# Giovanni da Oriolo

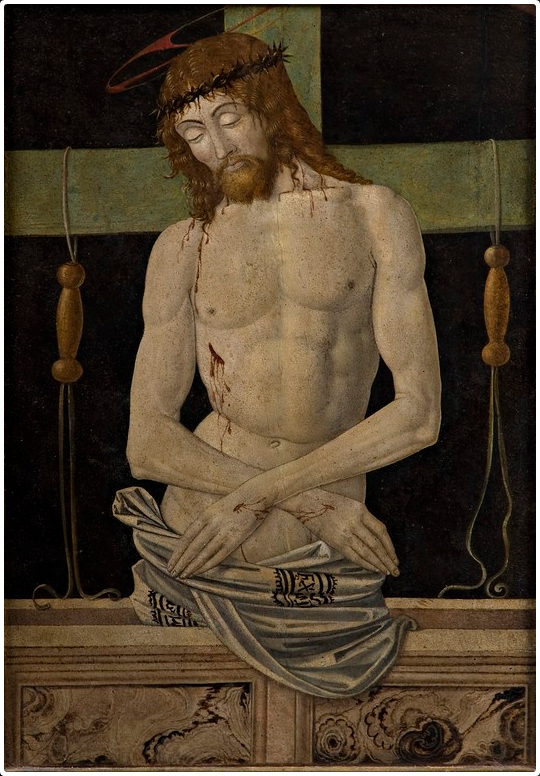
Cristo in pietà

Giovanni da Oriolo, pseudonimo di Giovanni Recordati (Oriolo dei Fichi, ... – ante 1488), è stato un pittore italiano, attivo tra il 1439 e il 1474.

## Biografia
Fu noto col soprannome di Marcio. 
Risulta "habitator faventiae" nel 1439, quando chiede un prestito al pittore Guglielmo di Guido del Perruccino per svolgere l'attività di pittore e comprare casa. È citato in 37 atti faentini, l'ultimo dei quali porta la data del 26 ottobre 1480. La data di morte deve precedere il 17 gennaio 1488, quando risulta già defunto. 

## Opere
Fu molto stimato nel suo tempo, come risulta dai Carmina dal poeta quattrocentesco Angelo Lapi, che elogia "Johannes de Oriolo" come autore dei Ritratti di Elisabetta e Barbara Manfredi, figlie del signore Astorre II Manfredi di Faenza, eseguiti probabilmente nel 1449, ma da tempo perduti. 
Nel 1828 Gaetano Giordani registrò tra le opere della Pinacoteca comunale di Faenza, un "Ecce Homo" di Giovanni Orioli da Faenza. Con l'espressione "Ecce Homo" si intendevano anche le rappresentazioni del Cristo in pietà. Tuttavia è probabile quest'opera è stata anche attribuita al Maestro della Pala Bertoni, dunque la questione rimane dubbia. 
Il Ritratto di Leonello d'Este, acquisito dalla National Gallery di Londra nel 1867, reca in calce la scritta "Opus Johannis Orioli". La particolare formula latina per indicare il luogo d'origini ( "Orioli" anziché "da Oriolo") induceva ad essere scambiata per il cognome e a coniare la figura di un nuovo pittore, Giovanni Orioli, di cultura e origine ferrarese. Il primo a collegare il ritratto al pittore faentino fu Jules Destrée nel 1892. L'ipotesi venne confermata da un documento ferrarese trovato da Gaetano Ballardini nel 1911, nel quale in data 21 giugno 1447 il maestro di Faenza riceve un pagamento di 20 lire marchesine da parte di Leonello d'Este ed è elogiato come migliore degli altri nell'arte del ritratto. Sono infatti da notare la nuova essenzialità dei volumi e l'intesa accezione luministica evidenziabili nel dipinto del faentino a confronto con la versione tardogotica del Ritratto di Leonello d'Este di Pisanello del 1441. È infatti probabile che Giovanni da Oriolo ebbe un incontro con Piero della Francesca.

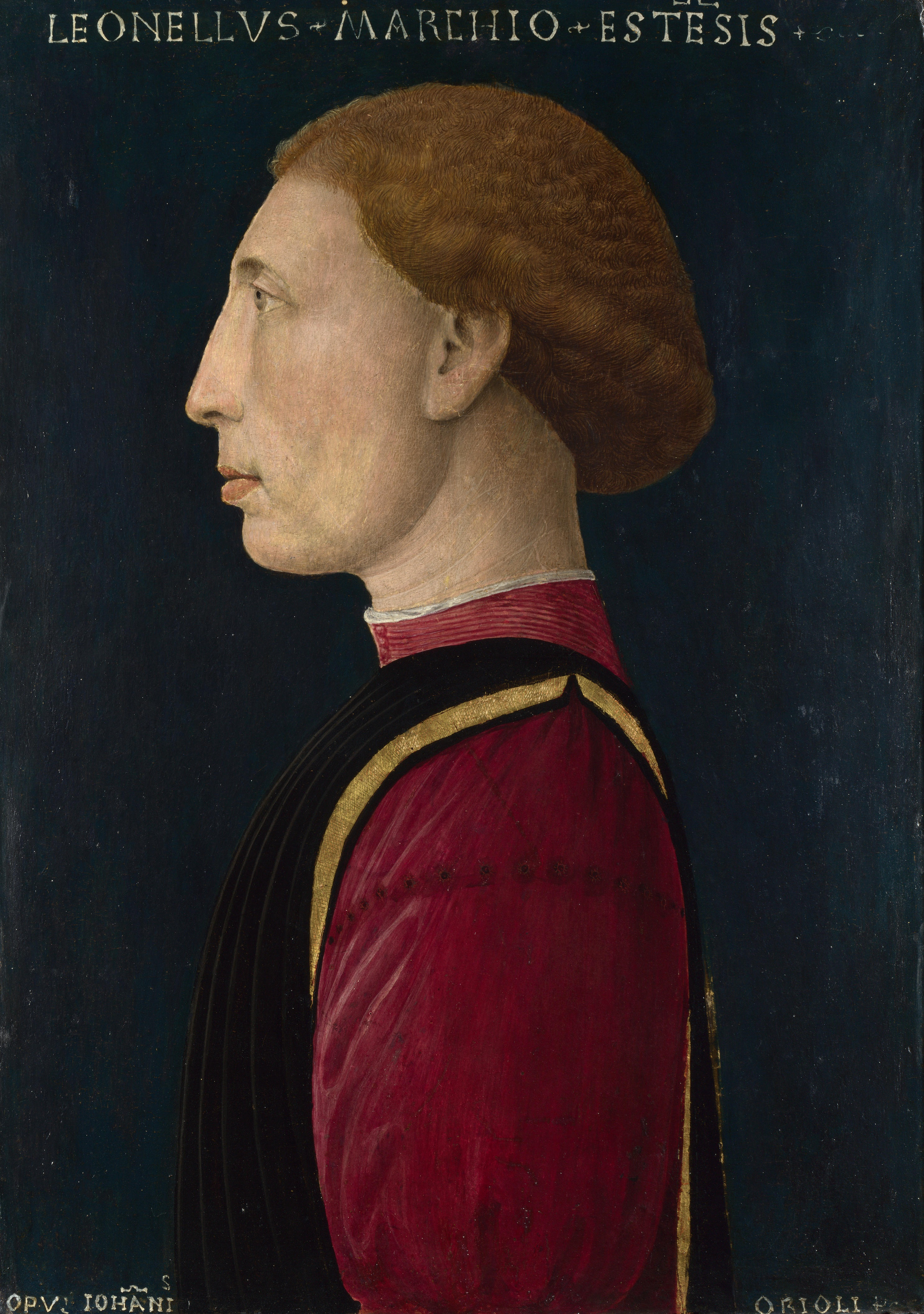
Ritratto di Leonello d'Este alla National Gallery di Londra